# ملعب مانديلا الوطني
ملعب مانديلا الوطني هو ملعب متعدد الاستخدام يقع في كامبالا عاصمة أوغندا. غالبا ما يتم استخدامه لمباريات كرة القدم. يسع لجلوس 45,202 متفرج، ويعتبر الملعب الرسمي الذي يخوض فيه منتخب أوغندا مبارياته الدولية.

## روابط خارجية
- صور على موقع worldstadiums.com
- صور على موقع fussballtempel.net
- صور على موقع pbase.com